# Пеггі Банді
Маргарет "Пеггі" Банді (англ. Margaret "Peggy" Bundy) — головна персонажка американського серіалу «Одружені … та з дітьми», російським прототипом якої є Даша Букіна. Роль Пеггі виконує Кеті Сагал.
У юності Пеггі була дуже слухняною і не мала поганих звичок. У школі вона познайомилась з Елом Банді, перспективним молодим футболістом. Вони стали зустрічатися. Одного разу вони зайнялися сексом у машині Ела, Пеггі завагітніла і народила дочку Келлі. Ще через два роки у них народився син, якого Ел назвав Бадом у честь пива "Будвайзер". Після народження дітей Пеггі багато палить, є напрочуд ледачою і часто відмовляється прибирати та готувати для родини. Замість того, щоб випрати одяг, вона йде до супермаркету і купує новий за гроші Ела і навіть не думає влаштовуватися на роботу. Увесь день вона дивиться ток-шоу, лежачи на своєму улюбленому дивані і їсть цукерки у великих кількостях (і при цьому їй якимось чином вдається зберігати форму). Її улюблене шоу — "Шоу Опри Вінфрі", але також вона любить телемагазин.
На відміну від Ела, вона любить займатися сексом зі своїм чоловіком. Також їй подобаються гарні молоді чоловіки, але вона ніколи не зраджує Елові. Її дошлюбне прізвище — Венкер, а її родина родом з Венкер Кантрі, Вісконсин, де, за словами Ела, "усі взаємопов'язані".

## Цікаві факти
- Її справжній колір волосся — чорний.
- Вона була "Міс підліток Венкеру".
- Її день народження у березні.
- Вона того ж віку, що й Ел.
- Її батьки називають її Маргарет, а Ел називає її "Пукі".